# Ariel Sívori
Pour les articles homonymes, voir Sivori.
Ariel Alejandro Sívori, né le 25 janvier 1991 à Villa General Belgrano, est un coureur cycliste argentin.

## Palmarès
- 2011
  - 1re étape du Tour de Palencia
- 2012
  - 2e de la Lazkaoko Proba
  - 2e de la Subida a Urraki
- 2013
  - 3e du Trofeo San Antonio
- 2016
  - 3e de la Clásica 1° de Mayo

## Classements mondiaux
| Année            | 2016 |
| ---------------- | ---- |
| UCI America Tour | 530e |